# Matsudaira Nobutsuna
Matsudaira Nobutsuna (japanisch 松平 信綱; geboren 19. Dezember 1596; gestorben 4. Mai 1662 in Edo (Provinz Musashi)) war ein japanischer Rōjū des Shogunats in der frühen Edo-Zeit.

## Leben und Wirken

### Fühe Jahre
Matsudaira Nobutsuna  war der älteste Sohn von Ōkōchi Hisatsuna (大河内 久綱; 1570–1646), einem örtlichen Beamten des Tokugawa-Klans. Er wurde im Alter von sechs Jahren von seinem Onkel Matsudaira Masatsuna (松平 正綱: 1576–1648) adoptiert. Im Alter von 9 Jahren wurde er als Page zum Kinshu von Tokugawa Iemitsu ernannt, und 1623 wurde er zum Pagenoberhaupt und Izu no kami (伊豆守) ernannt. Ab 1626 erhielt er ein Einkommen von 10.000 Koku. Er übernahm ab verschiedene Ämter im Baku und wurde schließlich Rōchū. Er erhielt die Burg Oshi mit 30.000 Koku in der Stadt Gyōda (Präfektur Saitama).
1635 wurde Nobutsuna von der gleichzeitigen Tätigkeit als Pagenleiter befreit. Ende 1637 wurde er besonderer Beobachter der Niederschlagung des Shimabara-Aufstands anging, was im Februar des folgenden Jahres geschah. Als Ergebnis seiner Leistungen erhielt 1639 der Kawagoe in der Provinz Musashi mit 60.000 Koku, die 1647 auf 75.000 Koku erhöht wurden. Nach Iemitsus Tod stiegen er und Abe Tadaaki an die Spitze des Shogunats auf, unterstützten den vierten Shogun, Tokugawa Ietsuna, und kümmerten sich um den Matsudaira-Sadamasa-Vorfall (松平 定政) und die Rebellion des Yui Shōsetsu 1651, die zur Meireki-Ära (1655–1658) führten. Nach dem Meireki-Großbrand 1657 wurden Anstrengungen zum Wiederaufbau von Edo unternommen.
Aufgrund seines Talents wird Nobutsuna nach seinem Ehrentitel Izu no Kami (伊豆守) als „Weiser Izu“ (知恵伊豆) bezeichnet, und es gibt viele Anekdoten über ihn. Für zwei Generationen lang leitete er die Verwaltung für Iemitsu und Ietsuna als Zentrum des Shogunats der Fudai-Daimyō. Er beteiligte sich an der Überarbeitung der Samurai-Gesetze, der Institutionalisierung des Sankin kōtai, der Vollendung der Abschließung Japans (Sakoku), der Lösung des Gefangenenproblems und der Reform der Shogunatsregierung nach der Hungersnot in der Kan’ei-Zeit (寛永の大飢饉, Kan’ei no dakikini).

### Spätere Jahre
Nobutsuna leistete auch einen großen Beitrag zur Verwaltung der Kawagoe-Domäne, einschließlich des Baus und der Erweiterung der Burg nach dem Großen Brand von Kawagoe im Jahr 1638, der Teilung und des Wiederaufbaus der Burgstadt sowie der Errichtung des Stadtsystems und des Wiederaufbaus des Tempels Kita-in (喜多院) und des Semba-Tōshōgū-Schreins (仙波東照宮). Weiter organisierte er die Einrichtung des Flussboottransportes am Shinkawa-Fluss (新河), Hochwasserschutz am Arakawa-(荒川)- und Iruma-(入間川)-Fluss, Durchführung einer allgemeinen Untersuchung des Keian-Gebiets (慶安総検地), Anlage der Nobidome-Wasserversorgung (野火止用水), der Musashino-(武蔵野)-Entwicklung, Umsetzung einer Agrarförderungspolitik (勧農政策 Kannō seisaku) usw.
Als Großvater mütterlicherseits von Sakai Tadayoshi (酒井 忠義; 1644–1681), dem jungen Herrn der Shōnai-Domäne (庄内藩) in der Provinz Dewa, fungierte Nobutsuna auch als dessen Vormund und löste Konflikte innerhalb der Domäne. Er diente bis zu seinem Tod im Jahr 1662 als Rōjū. Er wurde im Tempel Heirin-ji (平林寺) in Iwatsuki, Provinz Musashi, beigesetzt, wurde aber im folgenden Jahr nach Nobidome umgebettet.